# Cape Leveque
Cape Leveque ist ein Kap im Norden der Dampier Peninsula in der Region von Kimberley, Western Australia. 
Cape Leveque ist auf 240 km Wegstrecke der Cape Leveque Road von Broome aus erreichbar. Es ist eine abgelegene Gegend, die jedoch auch wegen der Sandstrände einige Touristen anzieht die meistens mit dem Flugzeug anreisen. Erreichbar ist Cape Leveque nur mit allradangetriebenen Fahrzeugen. 
Ein 13 Meter hoher Leuchtturm wurde auf Cape Leveque im Jahr 1911 errichtet. Seine Leuchtcharakteristik beruht auf drei Lichtblitzen, die alle 15 Sekunden aufleuchten, wobei eine Fokusebene von 43 m erreicht wird und eine Lichtkraft von 25.000 Petroleumleuchten ausgesendet wird. Der Leuchtturm markiert die westliche Einfahrt in den King Sound. Rund 450 Meter vorgelagert befindet sich die 5,16 Hektar große Leveque Island.